# (1340) Yvette
(1340) Yvette ist ein Asteroid des Hauptgürtels, der am 27. Dezember 1934 vom französischen Astronomen Louis Boyer in Algier entdeckt wurde.
Der Name des Asteroiden ist nach einer Nichte des Entdeckers gewählt worden.